# Friedland (Mecklenburg)
Friedland is een stad in de Duitse deelstaat Mecklenburg-Voor-Pommeren, in de Landkreis Mecklenburgische Seenplatte. De stad telt 6.403 inwoners.
Friedland ligt aan de Datze, tussen de steden Neubrandenburg en Anklam. In 1244 werd de stad gesticht onder de naam Vredeland. Er zijn twee stadspoorten en delen van de stadsmuur bewaard gebleven.

## Stadsindeling
Tot Friedland behoren de volgende ortsteile:
| - Bresewitz - Brohm - Cosa (vroeger ook Cosabroma) - Dishley - Eichhorst - Glienke | - Heinrichswalde - Hohenstein - Jatzke - Liepen - Ramelow - Schwanbeck |